# Jenbach (stacja kolejowa)
Jenbach – stacja kolejowa w Jenbach, w kraju związkowym Tyrol, w Austrii. Znajduje się tu 6 peronów.

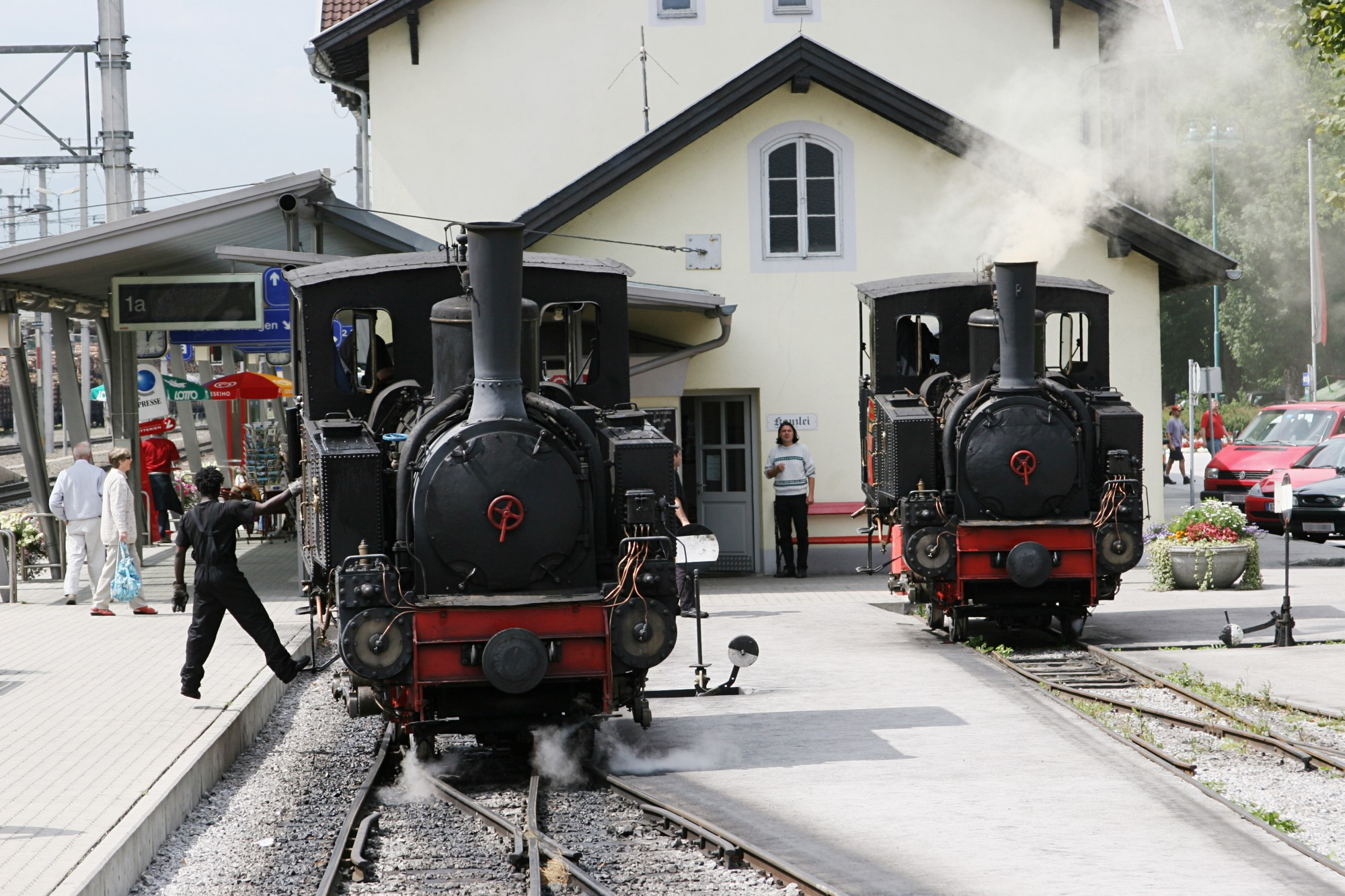
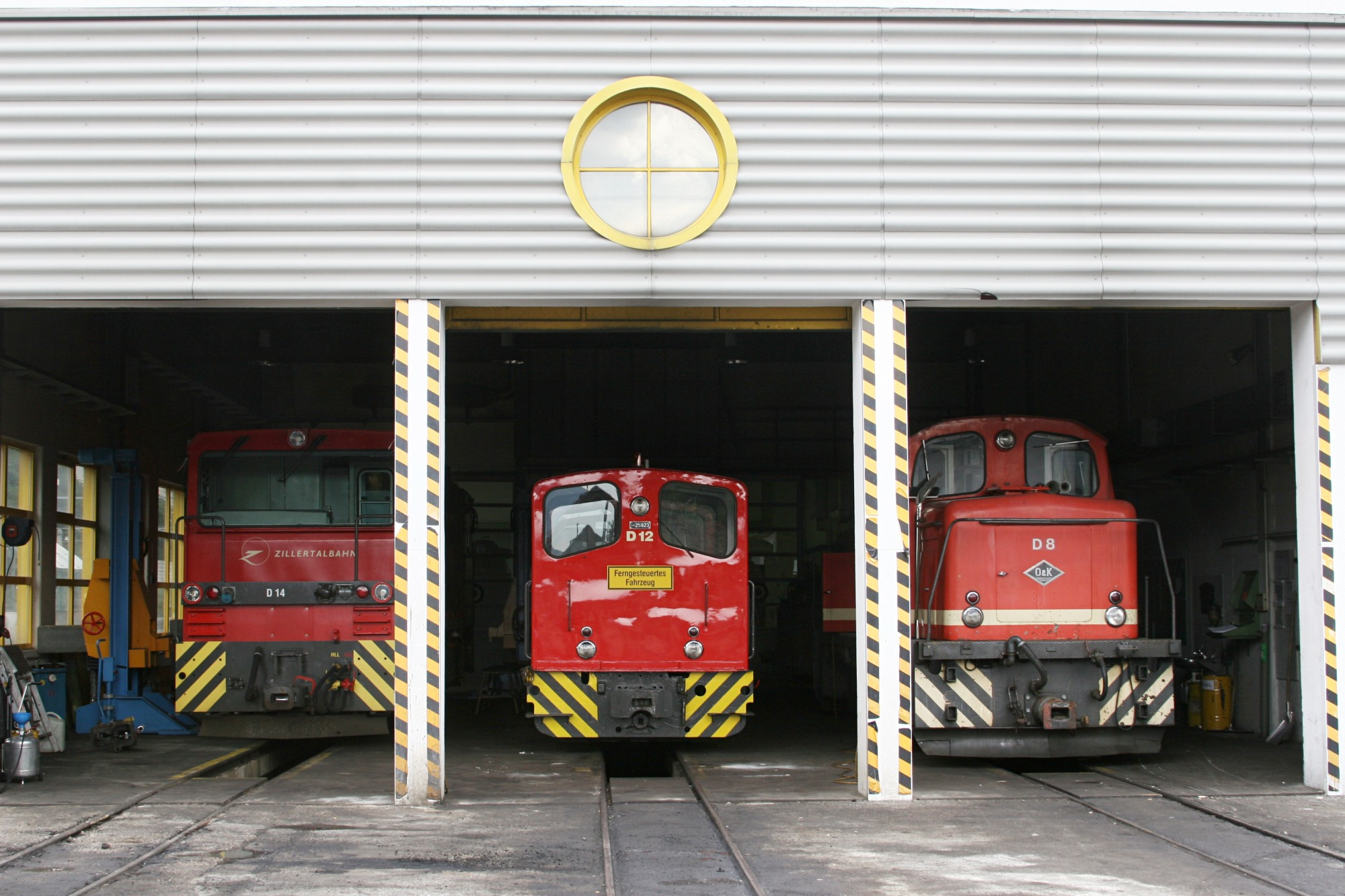
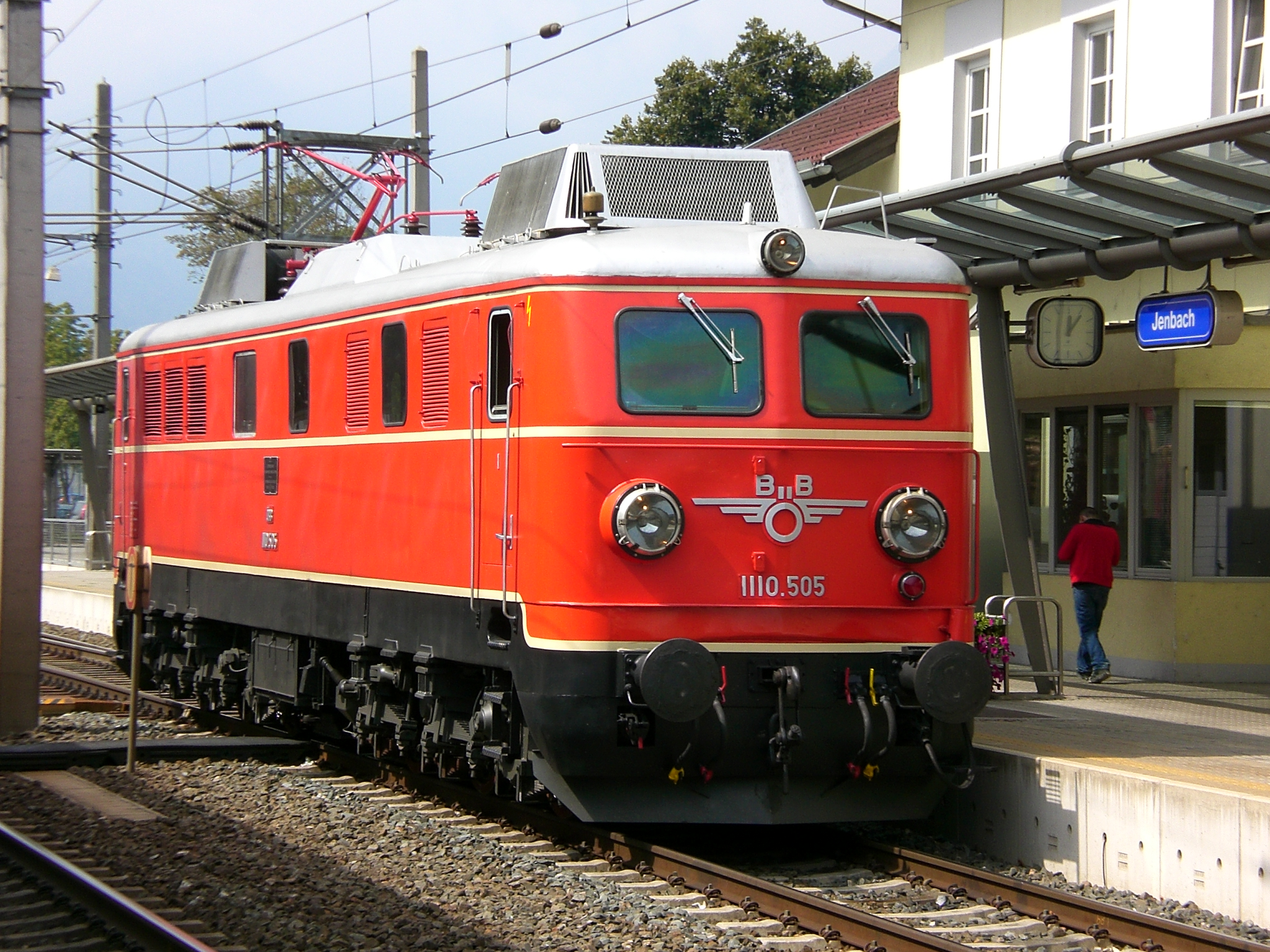
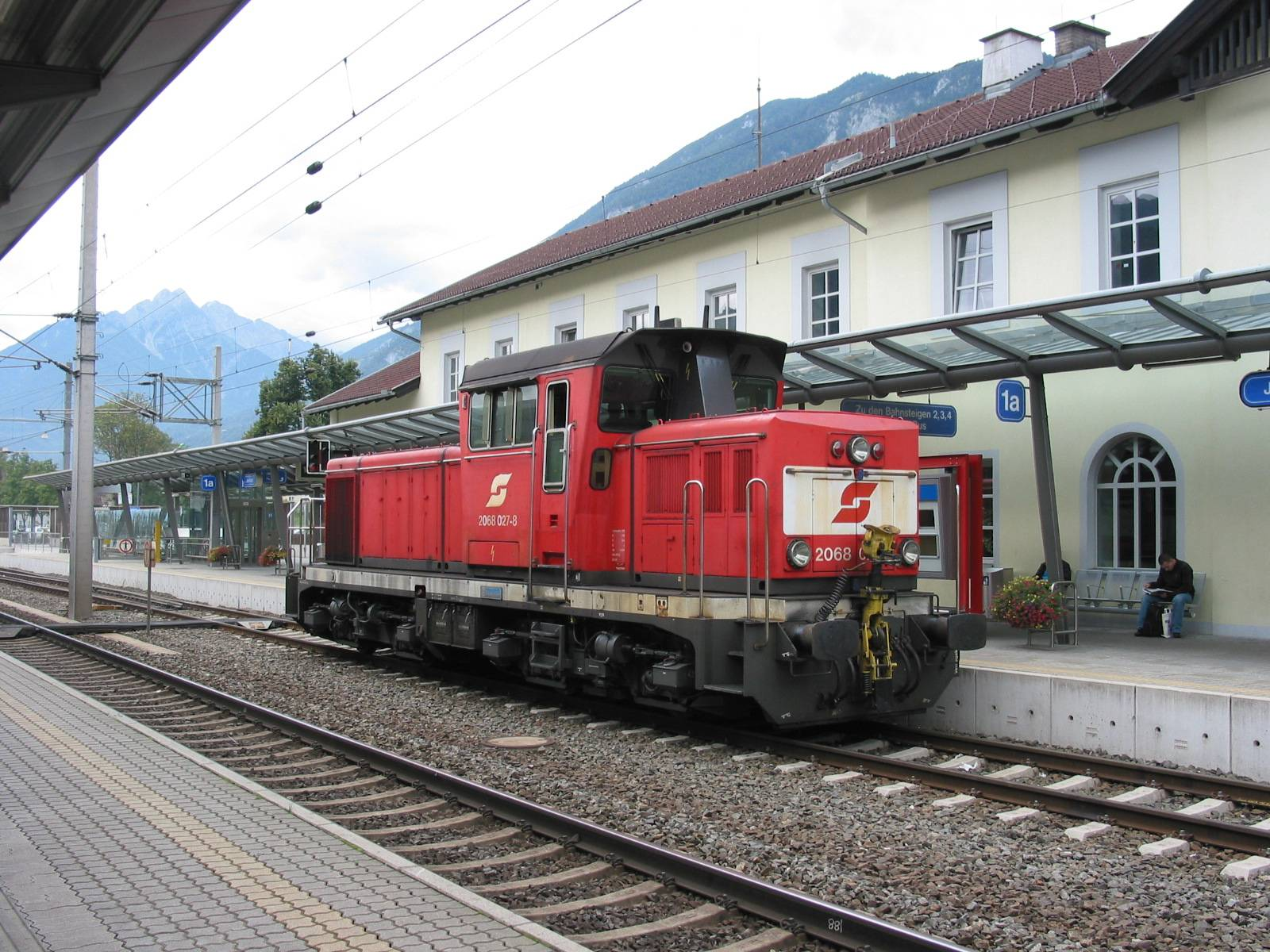